# Peninha (Disney)
Peninha Pato (no original em inglês, Fethry Duck) é um personagem do Universo Disney, um pato antromórfico, primo do Pato Donald, criado pelos artistas estadunidenses Dick Kinney e Al Hubbard em 1964. Sua primeira publicação no entanto ocorreu na Itália, país em que é chamado de Paperoga, numa referência à ioga e que era uma das características iniciais do personagem, inspirado na cultura beatnik, com o cabelo grande e desalinhado escondido por uma touca. Várias aventuras de Peninha servem de sátira essas temáticas das novidades ou alternativas comportamentais tais como dietas, ecologia e vida na natureza sobre o que ele lia em algum livro (geralmente manual) e imediatamente tentava aplicar em seu parentes, no gato de Donald (Ronrom) e mais tarde no Urtigão, sempre com resultados cômicos e desastrosos. Tornou-se um personagem bastante popular na Europa e América do Sul, onde se produziram muitas das suas aventuras. Desde o início, as aventuras norte-americanas do Peninha destinaram-se ao mercado externo e não ao mercado interno.
Peninha já tentou vários empregos no qual demonstrava grande inépcia, como vendedor, bombeiro, e salva-vidas, mas na maioria das vezes é retratado como jornalista junto de Donald no jornal A Patada, de propriedade do Tio Patinhas. Também é o tutor do Biquinho, seu sobrinho.
O atrapalhado e avoado pato estreou numa história do seu primo Pato Donald, Fome para fortalecer, em agosto de 1964, na Itália. No Brasil, esta história foi publicada em 1965 (foi republicada como Dieta para fortalecer). Aliás, esta foi uma grande dúvida sanada graças à Internet, pois por muito tempo, acreditava-se que a primeira história do Peninha publicada no Brasil tinha sido O primo dinamite, em 1966. Isso porque a história O primo dinamite foi a primeira publicada nos Estados Unidos.
O primeiro número da primeira revista mensal portuguesa de Walt Disney, intitulada Mickey e lançada em abril de 1980, pela Editora Abril, contava com uma história na qual participava, ao lado de Donald, Tio Patinhas e Urtigão: Adivinhe quem vem jantar (Dunkin Kinds Ate Here), da autoria de Dick Kinney e Tony Strobl, publicada originalmente em 1969 e sendo uma das muitas histórias produzidas nos EUA destinadas a países estrangeiros.
No Brasil foram criados o super-herói Morcego Vermelho (sátira ao Batman), os alter-egos Pena Kid, Pena das Selvas (sátira ao Tarzan) e outros mais, além do seu sobrinho Biquinho e sua namorada hippie Glória.
De acordo com a Árvore Genealógica da Família Pato de Don Rosa, Peninha é filho de Éder Patolfo e Patina Dora, e irmão de Zeca Pato. No entanto, como Peninha não foi criado por Carl Barks, que também nunca o usou em suas histórias, a princípio Rosa não havia incluído o personagem como da família, só o fazendo por pressão dos editores devido à sua popularidade no exterior.
Nos EUA, em 2003 Peninha foi relançado, continuando a aparecer nos anos seguintes, com histórias inéditas e publicação do material dos anos 1960 de Kinney/Hubbard, nas revistas "Uncle Scrooge" (Tio Patinhas) e "Walt Disney's Comics and Stories".

## Na Itália
As histórias americanas com o personagem não passam despercebidas na Itália e já em 1966, Giovan Battista Carpi produziu a primeira história italiana de Peninha, Paperino e l'esperto del bosco, em que o Peninha ainda possui a caracterização americana; até o meio dos anos 70, as histórias italianas permanecem raras e limitadas a dupla Donald-Peninha, o personagem não se integra com o resto do universo da Disney e os autores da época, Guido Martina e Romano Scarpa nunca usarão o personagem nas histórias tradicionais. Na década seguinte vêm outros autores como Giorgio Pezzin (roteirista) e desenhistas como Massimo De Vita e Giorgio Cavazzano, que dão nova vida ao personagem que se tornará mais ingênuo e muitas vezes emparelhado com Donald, que tende a ficar preso às ideias estranhas de seu primo e muitas vezes ambos acabam tendo que fugir da fúria do Tio Patinhas. Nesta área de histórias (a primeira é è "Paperino e la visita distruttiva" de 1974), os dois retornam à elaboração do jornal A Patata e dos anos 80, Peninha se tornará uma figura fixa. No final dos anos 80, Peninha será ainda mais ingênuo, um pouco menos dinâmico. O escritor que melhor interpreta seu personagem é Giorgio Pezzin, cujas histórias também são publicadas nos Estados Unidos: a primeira é de 1976,  Paperino e il croccante al diamante, depois Paperoga e l'isola a motore; de 1983 é Paperino e la casa elettronica.

## No Brasil

### Revista em quadrinhos
Peninha foi uma revista em quadrinhos brasileira (banda desenhada em Portugal) estrelada pelo Peninha e editada pela Editora Abril.
Teve duas séries. A primeira durou cinquenta e seis (56) edições e foi de Setembro de 1982 a Outubro de 1984,com periodicidade quinzenal. A segunda série durou dezenove (19) edições e foi de Setembro de 2004 a Janeiro de 2007, com periodicidade mensal.
A edição mundial de estreia do personagem foi na Itália, na revista Topolino #453, em 1964.

### Primeira história brasileira
Aconteceu em 1968, na revista Zé Carioca #893 da Editora Abril. A história se chamava "Natal De Fechar O Comércio", dos artistas Waldyr Igayara de Souza e Izomar Camargo Guilherme.

### "A Patada"
Peninha e Donald trabalham no jornal A Patada, cujo dono é o Tio Patinhas. O principal jornal concorrente é A Patranha, cujo dono é o Patacôncio, arqui-inimigo do Tio Patinhas.
Peninha e Donald são dois jornalistas, mas o que eles menos fazem é trabalhar, sempre dão um jeito de ludibriar o Tio Patinhas. E quando saem do jornal para fazer alguma matéria, sempre armam confusão. Por essas e outras vivem tendo descontos no salário. Numa época, por contenção de custos, o Tio Patinhas decidiu remover a coluna de horóscopo, que não dava lucro e adicionar uma seção de quadrinhos do jornal. Como o responsável pelo horóscopo era o Peninha, ele passou a ser o escritor e desenhista dos quadrinhos do jornal.
Peninha, sem ideia nenhuma em mente sobre o que escrever, resolve fazer quadrinhos sobre si mesmo, divagando, e sempre se colocando no papel de herói. É nessa época que surgem as variantes do Peninha. As histórias destes personagens fizeram tanto sucesso na época que nem comentava-se mais sobre o trabalho de escritor do Peninha, como introdução a elas; cada personagem tinha sua própria história, sem conexão com A Patada.

#### Variantes
As histórias contendo estes personagens foram criadas no Brasil, nos estúdios da Editora Abril, e depois ganharam o mundo, principalmente Itália, onde o personagem Peninha é adorado. Isto aconteceu no ano de 1974. Entre os criadores destes personagens, temos os brasileiros dos quadrinhos, como Ivan Saidenberg e Carlos Edgard Herrero.
A maioria destes personagens teve somente uma história, porém alguns deles viraram um sucesso. Dentre esses personagens, temos:
- Pena Kid, o caubói
- Pena das Selvas (Sátira ao Tarzan)
- Pena das Arábias
- Pena das Cavernas
- Pena Rubra, o viquingue
- Pena Escarlate
- Penado, o espírito que desanda. Sátira ao personagem Fantasma, o espírito que anda, de Lee Falk.[8]

O Morcego Vermelho não se encaixa nesta série. Na verdade ele é um super-herói. É uma identidade secreta do Peninha e não faz parte da imaginação do mesmo. Também outro personagem criado no Brasil, em 1973, sátira ao Batman, inspirado em uma ilustração de Giovan Battista Carpi.

### Edição Extra
Além da revista que tinha seu próprio nome, Peninha estreou mais doze edições da Edição Extra. Esta revista não possuía um tema específico, variando conforme a edição. O Morcego Vermelho estreou quatro edições.

### Almanaque do Peninha
Foi o primeiro personagem Disney a ter um almanaque próprio no Brasil. Os almanaques continham exclusivamente histórias dos personagens, diferente das revistas, onde algumas histórias de outros personagens vinham em conjunto.
Teve três séries diferentes. A primeira, com duas (2) edições, uma em 1981 e a outra em 1982. A segunda edição teve nove (9) edições, que duraram de 1986 a 1993.
Na segunda edição da primeira série houve uma alteração no título, que foi Almanaque do Peninha e Biquinho, onde o Peninha dividia não só a capa como algumas histórias com seu sobrinho.
Em Dezembro de 2010, o personagem ganhou um novo almanaque contendo 80 páginas e 12 histórias

### Série Ouro Disney
A quinta e última edição da série Ouro Disney,  publicada originalmente em 1987 e republicada em 1997 pela Editora Abril, era intitulada "Peninha Prefeito", com o caos se estabelecendo em Patópolis quando Peninha é eleito prefeito da cidade.

### Manuais Disney
Um Manual do Peninha sobre jornalismo foi publicado duas vezes, em 1973 pela Editora Abril como parte dos Manuais Disney, e em 1988 pela Nova Cultural. Também foi usado o mesmo conteúdo dos manuais, porém com outro título, na Biblioteca do Escoteiro Mirim, de 1985.

## Outras aparições

### Fichas Disney
A Editora Abril resolveu adicionar algumas fichas de personagens Disney em suas revistas. Estas fichas continham algumas informações básicas sobre o personagem e na parte traseira, um esquema de como desenhar este personagem em poucos passos. Estas fichas acabaram virando uma febre e hoje são vendidas na internet. Itens bastante apreciados pelos colecionadores.
A ficha do Peninha saiu na revista do Zé Carioca #1879, de Abril de 1990. A ficha do Morcego Vermelho, saiu na revista Zé Carioca #1881, de Maio de 1990.

### Moedas Disney
Em Agosto de 1977, a Editora Abril resolveu distribuir um brinde diferente em suas revistas, moedas comemorativas com os personagens Disney. Eram sete moedas no total e um dos personagens retratados era o Peninha. Os outros foram Pateta, Patacôncio, Zé Carioca, Vovó Donalda, Gastão e Tio Patinhas. Logicamente não tinham valor comercial nenhum. Também são itens muito procurados pelos colecionadores, porém muito mais raros, e consequentemente mais caros, do que as "fichas Disney".

## Outras mídias

### Televisão
Peninha fez sua estreia em uma produção animada em 2018, no segundo episódio da segunda temporada de "Ducktales (2017)", chamado "The Depths of Cousin Fethry!", com sua voz sendo interpretada na versão em inglês por Tom Kenny, ator conhecido por ser a voz oficial do Bob Esponja. Ele é mostrado como o zelador de uma das instalações submarinas de pesquisa de Patinhas que Huguinho e Zezinho visitam. Enquanto eles se assustam com seu comportamento estranho, os dois passam a respeitar Peninha depois que ele os protege de um monstro marinho. Mais tarde, ele retorna em "Moonvasion" para ajudar a proteger a Terra dos invasores da Lua.

## Nomes em outros idiomas
- Alemão: Dussel Duck
- Chinês: 范斯瑞
- Croata: Rođak Zlatko
- Dinamarquês: Fætter Vims
- Eslovêno: Graka
- Espanhol: Patoso , Pascual  , Copete
- Finlandês: Touho Ankka
- Francês: Popop
- Grego: Φέθρυ Ντακ
- Holandês: Diederik Duck
- Húngaro: Dudu
- Inglês: Fethry Duck
- Islandês: Fiðri Frændi
- Italiano: Paperoga
- Norueguês: Klodrik
- Polonês: Dziobas
- Romeno: Vărul Fethry
- Sueco: Knase Anka
- Tcheco: Bratranec Ferdyš